# Condado de Major
O Condado de Major é um dos 77 condados do estado norte-americano do Oklahoma. A sede do condado é Fairview, que também é sua maior cidade.
A área do condado é de 2481 km² (dos quais 3 km² são cobertos por água). Em 2019 a população estimada era de 7 629 habitantes, uma densidade populacional de 3 hab/km².

## Condados adjacentes
- Condado de Woods (noroeste)
- Condado de Alfalfa (nordeste)
- Condado de Garfield (leste)
- Condado de Kingfisher (sudeste)
- Condado de Blaine (sul)
- Condado de Dewey (sudoeste)
- Condado de Woodward (oeste)

## Cidades e vilas
- Ames
- Cleo Springs
- Fairview
- Meno
- Ringwood